# Strung Up
Strung Up es un álbum doble en vivo y recopilatorio de la banda británica de rock Sweet, lanzado en  1975 bajo la etiqueta RCA Records. Se considera como uno de  de sus trabajos más sobresalientes publicados durante la vida del grupo para ese momento, en el apogeo de su fama.
El  primer disco contiene  la grabación en vivo de un concierto realizado en el Rainbow Theatre, Londres, el 21 de diciembre de 1973. El segundo disco contiene diez piezas de estudio  seleccionadas de  1973, incluyendo tres canciones que no habían sido publicadas anteriormente en ningún LP ("Burn On The Flame" y "Miss Demeanour" ) pero solo una de ellas  (“Wanna Be Committed"), era totalmente nueva para ese entonces.  El álbum también incluye una mezcla única de "Action" que cuenta con un final abrupto, y no incluye el eco en descomposición final presente en la versión del álbum Give Us a Wink de 1976.
Strung Up no fue lanzado originalmente sólo en los Estados Unidos. En Japón fue lanzado por Capitol Records bajo el título de Anthology.. En Italia fue lanzado como 2 álbumes separados: - el set de estudio titulado Strung Up (publicado en 1975) y el set en vivo titulado Live In England (en 1976).
A pesar de su gran calidad y éxito, hasta la fecha el álbum sólo  ha sido reeditado en CD  en los Estados Unidos en 1997 por Chinebridge Records y en Japón (como Anthology). Estas publicaciones  incluyen la versión estándar en álbum  de “Action”. En 1999 RCA lanzó un CD titulado Live at the Rainbow 1973 que contiene el concierto original de este álbum, en toda su longitud (72:53 minutos).

## Lista de canciones
Todas las canciones compuestas por Brian Connolly, Steve Priest, Andy Scott y Mick Tucker, excepto donde está indicado. 

### Álbum  en concierto
Todas las canciones escritas y compuestas por Brian Connolly, Steve Priest, Andy Scott and Mick Tucker, except where noted. 
| Álbum en vivo: Lado A |                               |                           |          |  |
| N.º                   | Título                        | Escritor(es)              | Duración |  |
| 1.                    | «Hellraiser»                  | Nicky Chinn, Mike Chapman | 3:51     |  |
| 2.                    | «Burning"/"Someone Else Will» |                           | 5:41     |  |
| 3.                    | «Rock 'n' Roll Disgrace»      |                           | 4:08     |  |
| 4.                    | «Need a Lot of Lovin'»        |                           | 2:52     |  |

| Álbum en vivo: Lado B |                                  |                              |          |  |
| N.º                   | Título                           | Escritor(es)                 | Duración |  |
| 1.                    | «Done Me Wrong Alright»          |                              | 8:06     |  |
| 2.                    | «You're Not Wrong for Lovin' Me» |                              | 3:10     |  |
| 3.                    | «The Man with the Golden Arm»    | Elmer Bernstein, Sylvia Fine | 7:50     |  |

### Álbum recopilatorio
| Álbum recopilatorio: LAdo A |                      |                |                   |  |
| N.º                         | Título               | Escritor(es)   | Duración          |  |
| 1.                          | «Action»             |                | 3:35 [3:43 on CD] |  |
| 2.                          | «Fox on the Run»     |                | 3:22              |  |
| 3.                          | «Set Me Free»        | Scott          | 3:56              |  |
| 4.                          | «Miss Demeanour»     |                | 3:26              |  |
| 5.                          | «The Ballroom Blitz» | Chinn, Chapman | 4:00              |  |

| Álbum recopilatorio: LAdo B |                        |                |          |  |
| N.º                         | Título                 | Escritor(es)   | Duración |  |
| 1.                          | «Burn on the Flame»    |                | 3:34     |  |
| 2.                          | «Solid Gold Brass»     |                | 5:27     |  |
| 3.                          | «The Six Teens»        | Chinn, Chapman | 3:58     |  |
| 4.                          | «I Wanna Be Committed» | Chinn, Chapman | 4:01     |  |
| 5.                          | «Block Buster!»        | Chinn, Chapman | 3:12     |  |

## Personal
- Brian Connolly - Vocalista
- Steve Priest -  Bajo, vocales
- Andy Scott - Guitarras, vocales, sintetizador
- Mick Tucker - Batería, vocales